# Jermain Taylor
Lecester Jermain Taylor (* 11. August 1978 in Little Rock, Arkansas) ist ein ehemaliger US-amerikanischer Profiboxer und ehemaliger Weltmeister der WBA, WBC, IBF und WBO im Mittelgewicht. Er vereinte damit als erst zweiter Boxer nach Bernard Hopkins, die vier anerkannten WM-Titel einer Gewichtsklasse.
Als Amateur gewann er eine Bronzemedaille im Halbmittelgewicht bei den Olympischen Spielen 2000.

## Amateurkarriere
Taylor begann im Alter von 13 Jahren mit dem Boxen und erzielte seine anschließenden Erfolge alle im Halbmittelgewicht. Er gewann 1996 die US-amerikanischen Junioren-Meisterschaften, sowie 1998 und 1999 die National Golden Gloves. Zudem gewann er Silber bei den National Golden Gloves 1997, sowie Bronze bei den US-Meisterschaften 1997 und 1998.
Sein erster internationaler Erfolg war der Gewinn einer Bronzemedaille bei den Goodwill Games 1998, als er gegen Gaidarbek Gaidarbekow ausgeschieden war. Diesem war er bereits bei einem Länderkampf im November 1997 unterlegen.
Im Jahr 2000 gewann er die Meister-Gruppe der US-Olympiaqualifikation und besiegte dabei Kelly Pavlik, Anthony Hanshaw und Sergio Mora. In den Box-offs siegte er dann erneut gegen Anthony Hanshaw, welcher sich mit Siegen gegen David Medina, Kelly Pavlik und Sergio Mora noch den Gewinn der Herausforderer-Gruppe gesichert hatte. Im Anschluss erreichte er mit Siegen gegen Fritz Roberts von den Jungferninseln, Luis Sierra aus Puerto Rico, Scott MacIntosh aus Kanada und Hely Yánes aus Venezuela, auch noch den ersten Platz bei der Olympiaqualifikation des amerikanischen Kontinents 2000.
Bei den Olympischen Spielen 2000 in Sydney gewann er gegen den Bulgaren Dmitry Usagin, erneut den Kanadier Scott MacIntosh und gegen den Deutschen Adnan Ćatić, ehe er im Halbfinale gegen den Kasachen Jermachan Ybrajymow ausschied und eine Bronzemedaille gewann. Nach John Tate, welcher 1976 Bronze im Schwergewicht gewann, wurde er damit der erst zweite Boxer aus Arkansas, der eine olympische Medaille gewinnen konnte.

## Profikarriere
Nach den Olympischen Spielen 2000 unterzeichnete Taylor einen Profivertrag bei DiBella Entertainment und gewann sein Debüt am 27. Januar 2001. Trainiert wurde er unter anderem von Ozell Nelson, Pat Burns und Emanuel Steward. Seine Manager waren Mark Vaz und Al Haymon.
Durch Siege gegen die Ex-Weltmeister Raúl Márquez und William Joppy, sowie den ungeschlagenen Daniel Edouard, wurde er am 16. Juli 2005 Herausforderer des WBC-, WBA-, WBO- und IBF-Weltmeisters Bernard Hopkins. Hopkins war nicht nur der erste Weltmeister im Mittelgewicht, der alle vier bedeutenden Titel einer Gewichtsklasse vereinen konnte, sondern hatte auch mit bisher 20 Titelverteidigungen einen diesbezüglichen Rekord aufgestellt. Taylor gelang überraschend ein Sieg durch Split Decision nach Punkten und wurde dadurch neuer unangefochtener Weltmeister und Linearer Weltmeister im Mittelgewicht, zudem wurde er unter anderem vom Ring Magazine auf Platz 1 der Weltrangliste geführt. Darüber hinaus galt er in den 2000er Jahren neben Darren McFadden als der populärste Sportler von Arkansas.
Seine Position als Nummer 1 im Mittelgewicht festigte er am 3. Dezember 2005 durch einen einstimmigen Punktsieg im Rückkampf gegen Bernard Hopkins. Für den Rückkampf hatte Taylor seinen IBF-Titel im Oktober 2005 niedergelegt, da eine Pflichttitelverteidigung gegen Kingsley Ikeke angestanden hätte. In einer weiteren Titelverteidigung am 17. Juni 2006 verteidigte er seine Gürtel durch ein Unentschieden gegen Ronald Wright, dem unangefochtenen Weltmeister im Halbmittelgewicht.
Im Dezember 2006 wurde ihm der WBA-Titel entzogen, da er laut dem Verband nicht mehr die Voraussetzungen zum Tragen des Titels erfülle. Zu diesem Zeitpunkt hatte die WBA mit ihren Titeln des Interims-Weltmeisters, des regulären Weltmeisters und des Super-Weltmeisters nicht nur für Verwirrung in der Boxwelt, sondern auch für viel Kritik gesorgt. Ungeachtet davon blieb Taylor jedoch aufgrund seiner makellosen Bilanz und hochkarätigen Gegner die Nummer 1 im Mittelgewicht.
Seinen nächsten Kampf bestritt er als WBO- und WBC-Weltmeister am 9. Dezember 2006 gegen Kassim Ouma, der bis Juli 2005 IBF-Weltmeister im Halbmittelgewicht war. Taylor siegte in dem Kampf einstimmig nach Punkten. Am 19. Mai 2007 gewann er zudem durch Split Decision nach Punkten gegen Cory Spinks, der im Laufe seiner Karriere fünf WM-Gürtel im Welter- und Halbmittelgewicht gewinnen konnte.
Seine Siegesserie endete am 29. September 2007 in seiner fünften Titelverteidigung, als er durch TKO in der siebenten Runde gegen den ebenfalls unbesiegten Kelly Pavlik unterlag. Bis zum Abbruch des Kampfes hatte Taylor auf allen drei Punktzetteln in Führung gelegen. Taylor verlor auch den direkten Rückkampf gegen Pavlik am 16. Februar 2008 einstimmig nach Punkten.
Taylor wechselte anschließend die Gewichtsklasse und stieg in das Supermittelgewicht auf. Dort bezwang er in seinem ersten Kampf im November 2008 den ehemaligen IBF-Weltmeister Jeff Lacy und qualifizierte sich damit für einen WBC-Weltmeisterschaftskampf gegen den britischen Titelträger Carl Froch. Taylor führte bis zur zwölften und letzten Runde auf den Punkzetteln und hatte seinen Kontrahenten auch am Boden, ehe er rund eine halbe Minute vor Kampfende selbst zu Boden ging und angezählt wurde. Nachdem der Kampf wieder freigegeben worden war, musste Taylor nahezu verteidigungslos Treffer einstecken, weshalb der Ringrichter den Kampf etwa 15 Sekunden vor dem regulären Ende abbrach. Froch siegte durch TKO.
Jermain Taylor wurde zwar im Anschluss noch in das Turnier Super Six World Boxing Classic aufgenommen, verlor jedoch seinen ersten Kampf am 17. Oktober 2009 durch KO in der zwölften Runde gegen Arthur Abraham. Taylor stieg im Anschluss aufgrund gesundheitlicher Probleme aus dem Turnier aus und wurde durch Allan Green ersetzt. Seinen nächsten Kampf in dem Turnier hätte er im April 2010 gegen Andre Ward bestreiten sollen. Erst später wurde bekannt, dass Taylor in dem Kampf eine Hirnblutung erlitten hatte und daraufhin mehr als zwei Jahre vom Boxsport pausierte.
Im Dezember 2011 gab er sein Comeback und gewann vier Kämpfe, darunter auch gegen den späteren IBF-Weltmeister Caleb Truax und den ehemaligen IBF-Herausforderer Juan Candelo. Daraufhin boxte er am 8. Oktober 2014 selbst um den IBF-Weltmeistertitel im Mittelgewicht und siegte einstimmig gegen den australischen Titelträger Sam Soliman, welcher im Mai 2014 Felix Sturm geschlagen hatte.
Im Februar 2015 wurde ihm der IBF-Titel entzogen, nachdem er aufgrund zweier Vorfälle mit dem Gesetz in Konflikt geraten war. Er bestritt seitdem keinen Kampf mehr.

## Persönliches
Taylor wuchs mit seiner Mutter und drei jüngeren Schwestern in Little Rock auf. Sein Vater hatte die Familie verlassen, als Taylor fünf Jahre alt war. Er besuchte die McClellan High School in Little Rock, die er aber ohne Abschluss verließ. Er legte jedoch einen General Educational Development Test ab. Im November 1998 wurde seine Großmutter Gussie Robinson, zu der Taylor eine enge Beziehung gepflegt hatte, von seinem Onkel Joe Brown ermordet.
Im August 2003 heiratete er die Basketballspielerin Erica Smith, zusammen bekam das Paar vier Kinder. Die beiden lebten bis zu ihrer Scheidung 2015 gemeinsam in Maumelle, Arkansas. 2016 heiratete er Lutza Gayot, die Ehe wurde jedoch acht Monate später geschieden.
Im August 2014 wurde Taylor aufgrund seiner Beteiligung bei einer Schießerei an seiner Wohnadresse, in welcher sein Cousin verletzt worden war, wegen häuslicher Gewalt und schwerer Körperverletzung festgenommen, jedoch bereits am nächsten Tag gegen Kaution entlassen. Im November desselben Jahres erfolgte die Anklageerhebung. Taylor plädierte auf nicht schuldig. Zwischenzeitlich hatte er im Oktober noch einen WM-Kampf bestritten.
Im Januar 2015 wurde er erneut festgenommen, nachdem er beschuldigt worden war, in Little Rock eine Schusswaffe abgefeuert und eine Familie bedroht zu haben. Ein Sprecher der Polizei gab zudem bekannt, dass Taylor auch wegen Gefährdung des Wohlergehens eines Minderjährigen und des Besitzes von Marihuana angeklagt werde. Der stellvertretende Generalstaatsanwalt John Johnson bezeichnete Taylor als eine Gefahr für sich und andere. Taylor hatte auch in diesem Fall auf nicht schuldig plädiert. Die Kaution im Falle der Schießerei vom August 2014 wurde widerrufen und Taylor daraufhin in Haft genommen, nachdem er für den Vorfall im Januar 2015 ebenfalls kurzzeitig gegen Kaution auf freien Fuß gekommen war.
Taylor wurde auf Antrag seiner Anwälte mit richterlicher Genehmigung einer körperlichen und psychologischen Untersuchung in einer geschlossenen medizinischen Einrichtung unterzogen um festzustellen, ob er dem Prozess weiter folgen könne. Im Anschluss daran wurde er in ein Rehabilitationsprogramm gegen Drogenmissbrauch im Oasis Renewal Center in Little Rock aufgenommen. Der Antrag seines Verteidigers, einmal pro Woche Freigang zu erhalten, wurde vom Richter jedoch abgelehnt. Während seiner Reha soll er im Mai 2015 einen Mitpatienten geschlagen und verletzt haben, weshalb ein Richter die Verlegung von Taylor zurück in die Strafanstalt Pulaski County Jail anordnete. Taylor bekannte sich nicht schuldig aufgrund einer psychischen Erkrankung.
Im September 2015 starb seine Mutter im Alter von 54 Jahren an Lungenkrebs. Noch im selben Monat wurde Taylor gegen eine Kaution in der Höhe von 25.000 US-Dollar und der Auflage, wöchentliche Drogentests zu absolvieren, aus der Strafanstalt entlassen. Im Dezember 2015 bekannte sich Taylor dann aller drei angeklagten Taten vom August 2014, Januar 2015 und Mai 2015 für schuldig.
Im Mai 2016 wurde Taylor für jeden der Vorfälle zu jeweils sechs Jahren Haft, welche gleichzeitig zu verbüßen sind, sowie wegen des Besitzes von Marihuana zusätzlich zu einem Jahr Haft verurteilt. Die Strafe wurde vollständig zur Bewährung ausgesetzt. Zu dem milden Urteil hatten vor allem auch die Aussagen von Trainern, Managern und anderen Bekannten beigetragen, welche Taylor einen geänderten Lebenswandel attestiert hatten. Weiters wurde Taylor vom Gericht zu 120 Stunden gemeinnütziger Arbeit, sowie einer Geldstrafe von 2.000 US-Dollar, zuzüglich der Gerichtskosten verurteilt. Zudem wurde angeordnet, die obligatorischen Drogentests weiter fortzuführen. Der stellvertretende Generalstaatsanwalt John Johnson hatte eine Haftstrafe von zehn Jahren, oder sollte sich der Richter gegen eine Haftstrafe entscheiden, für eine „lange Bewährungsstrafe“ ausgesprochen.
Im Juli 2017 und erneut im August 2018 wurde er jeweils wegen häuslicher Gewalt verhaftet. Die Anklage wurde jedoch fallengelassen, nachdem sich das Opfer geweigert hatte, vor Gericht gegen ihn auszusagen.

(Quelle:)
Im Juni 2022 wurde er wegen häuslicher Gewalt zu einem Jahr Haft verurteilt.

## Liste der Profikämpfe
| 33 Siege (20 K.o.-Siege), 4 Niederlagen (3 K.o.-Niederlagen), 1 Unentschieden |               |                                                                                    |                  |                                               |
| Jahr                                                                          | Tag           | Ort                                                                                | Gegner           | Ergebnis für Taylor                           |
| 2001                                                                          | 27. Januar    | Madison Square Garden, New York, New York, Vereinigte Staaten                      | Chris Walsh      | Sieg / TKO 4. Runde                           |
| 2001                                                                          | 7. April      | MGM Grand, Las Vegas, Nevada, Vereinigte Staaten                                   | Kenny Stubbs     | Sieg / TKO 2. Runde                           |
| 2001                                                                          | 8. Mai        | I.C. Light Amphitheater, Pittsburgh, Pennsylvania, Vereinigte Staaten              | Antonio Baker    | Punktsieg (einstimmig) / 4 Runden             |
| 2001                                                                          | 23. Juni      | MGM Grand, Las Vegas, Nevada, Vereinigte Staaten                                   | Marvin Smith     | Punktsieg (einstimmig) / 4 Runden             |
| 2001                                                                          | 11. August    | Alltel Arena, Little Rock, Arkansas, Vereinigte Staaten                            | Efrain Garcia    | Sieg / TKO 5. Runde                           |
| 2001                                                                          | 2. November   | Foxwoods Resort, Mashantucket, Connecticut, Vereinigte Staaten                     | Dave Hamilton    | Sieg / TKO 2. Runde                           |
| 2001                                                                          | 23. November  | Roseland Ballroom, New York, New York, Vereinigte Staaten                          | Undra White      | Sieg / TKO 4. Runde                           |
| 2002                                                                          | 15. März      | Creek Nation Tulsa Bingo, Tulsa, Oklahoma, Vereinigte Staaten                      | Ron Carnell      | Sieg / TKO 3. Runde                           |
| 2002                                                                          | 27. April     | Madison Square Garden, New York, New York, Vereinigte Staaten                      | Joe Garcia       | Sieg / TKO 6. Runde                           |
| 2002                                                                          | 15. Juni      | Miccosukee Indian Gaming Resort, Miami, Florida, Vereinigte Staaten                | Grady Brewer     | Punktsieg (einstimmig) / 8 Runden             |
| 2002                                                                          | 17. August    | Trump Taj Mahal, Atlantic City, New Jersey, Vereinigte Staaten                     | Sam Hill         | Punktsieg (einstimmig) / 10 Runden            |
| 2002                                                                          | 9. November   | Mountaineer Race Track, Chester, West Virginia, Vereinigte Staaten                 | Johnny Rivera    | Sieg / TKO 4. Runde                           |
| 2002                                                                          | 20. Dezember  | Creek Nation Gaming Center, Tulsa, Oklahoma, Vereinigte Staaten                    | Keith Sims       | Sieg / TKO 1. Runde                           |
| 2003                                                                          | 30. Januar    | American Airlines Arena, Miami, Florida, Vereinigte Staaten                        | Lionel Ortiz     | Sieg / TKO 2. Runde                           |
| 2003                                                                          | 31. März      | Statehouse Convention Center, Little Rock, Arkansas, Vereinigte Staaten            | Marcos Primera   | Sieg / TKO 5. Runde                           |
| 2003                                                                          | 17. Mai       | Petersen Center, Pittsburgh, Pennsylvania, Vereinigte Staaten                      | Nicolas Cervera  | Sieg / TKO 4. Runde                           |
| 2003                                                                          | 8. August     | Alltel Arena, Little Rock, Arkansas, Vereinigte Staaten                            | Alfredo Cuevas   | Punktsieg (einstimmig) / 12 Runden            |
| 2003                                                                          | 8. November   | Mandalay Bay Resort & Casino, Las Vegas, Nevada, Vereinigte Staaten                | Rogelio Martinez | Sieg / TKO 7. Runde                           |
| 2004                                                                          | 9. Januar     | Mohegan Sun Casino, Uncasville, Connecticut, Vereinigte Staaten                    | Alex Rios        | Sieg / TKO 1. Runde                           |
| 2004                                                                          | 27. März      | Alltell Arena, Little Rock, Arkansas, Vereinigte Staaten                           | Alex Bunema      | Sieg / TKO 7. Runde                           |
| 2004                                                                          | 19. Juni      | Home Depot Center, Carson, Kalifornien, Vereinigte Staaten                         | Raul Marquez     | Sieg / TKO 9. Runde                           |
| 2004                                                                          | 4. Dezember   | Barton Coliseum, Little Rock, Arkansas, Vereinigte Staaten                         | William Joppy    | Punktsieg (einstimmig) / 12 Runden            |
| 2005                                                                          | 19. Februar   | Staples Center, Los Angeles, Kalifornien, Vereinigte Staaten                       | Daniel Edouard   | Sieg / TKO 3. Runde                           |
| 2005                                                                          | 16. Juli      | MGM Grand, Las Vegas, Nevada, Vereinigte Staaten                                   | Bernard Hopkins  | Punktsieg (Geteilte Entscheidung) / 12 Runden |
| 2005                                                                          | 3. Dezember   | Mandalay Bay Resort & Casino, Las Vegas, Nevada, Vereinigte Staaten                | Bernard Hopkins  | Punktsieg (einstimmig) / 12 Runden            |
| 2006                                                                          | 17. Juni      | FedEx Forum, Memphis, Tennessee, New York, Vereinigte Staaten                      | Ronald Wright    | Unentschieden                                 |
| 2006                                                                          | 9. Dezember   | Alltel Arena, North Little Rock, Arkansas, Vereinigte Staaten                      | Kassim Ouma      | Punktsieg (einstimmig) / 12 Runden            |
| 2007                                                                          | 19. Mai       | FedEx Forum, Memphis, Tennessee, Vereinigte Staaten                                | Cory Spinks      | Punktsieg (Geteilte Entscheidung) / 12 Runden |
| 2007                                                                          | 29. September | Boardwalk Hall, Atlantic City, New Jersey, Vereinigte Staaten                      | Kelly Pavlik     | Niederlage / TKO 7. Runde                     |
| 2008                                                                          | 16. Februar   | MGM Grand, Las Vegas, Nevada, Vereinigte Staaten                                   | Kelly Pavlik     | Punktniederlage (einstimmig) / 12 Runden      |
| 2008                                                                          | 15. November  | Vanderbilt University Memorial Gymnasium, Nashville, Tennessee, Vereinigte Staaten | Jeff Lacy        | Punktsieg (einstimmig) / 12 Runden            |
| 2009                                                                          | 25. April     | Foxwoods Resort, Mashantucket, Connecticut, Vereinigte Staaten                     | Carl Froch       | Niederlage / TKO 12. Runde                    |
| 2009                                                                          | 17. Oktober   | O2 World, Berlin, Deutschland                                                      | Arthur Abraham   | Niederlage / KO 12. Runde                     |
| 2011                                                                          | 30. Dezember  | Morongo Casino Resort & Spa, Cabazon, Kalifornien, Vereinigte Staaten              | Jessie Nicklow   | Sieg / TKO 8. Runde                           |
| 2012                                                                          | 20. April     | Beau Rivage Resort & Casino, Biloxi, Mississippi, Vereinigte Staaten               | Caleb Truax      | Punktsieg (einstimmig) / 10 Runden            |
| 2012                                                                          | 12. Oktober   | Ameristar Casino, Saint Charles, Missouri, Vereinigte Staaten                      | Raúl Muñoz       | KO-Sieg 2. Runde / 10 Runden                  |
| 2013                                                                          | 14. Dezember  | Alamodome, San Antonio, Vereinigte Staaten                                         | Juan Candelo     | TKO-Sieg 7. Runde / 10 Runden                 |
| 2014                                                                          | 8. Oktober    | Beau Rivage Resort & Casino, Biloxi, Vereinigte Staaten                            | Sam Soliman      | Punktsieg (einstimmig) / 12 Runden            |
| (Quelle: BoxRec-Datenbank)                                                    |               |                                                                                    |                  |                                               |